# Nowa Synagoga w Rybniku
Synagoga w Rybniku – nieistniejąca synagoga, która znajdowała się w Rybniku przy skrzyżowaniu ulic Zamkowej i Chrobrego, w pobliżu Urzędu Miasta.
Synagoga została zbudowana w latach 1842–1848. Podczas II wojny światowej, w październiku1939 roku, hitlerowcy spalili synagogę. Obecnie na jej miejscu znajduje się mały skwer z fontanną, przeniesioną tu z rynku.
Murowany budynek synagogi wzniesiono na planie prostokąta, w stylu klasycystycznym. U wierzchołka frontowej ściany znajdowała się wielka stylizowana Gwiazda Dawida, a przed głównym wejściem znajdował się duży marmurowy pomost zwieńczony balustradą. We wnętrzu znajdowała się piękna bima oraz bogato zdobiony Aron ha-kodesz. W bocznych ścianach znajdowały się wysokie półkoliście zakończone okna.